# فهرست فیلسوفان آلمانی‌زبان
این فهرستی از فیلسوفان آلمانی زبان است. افراد زیر متون فلسفی را به زبان آلمانی نوشته اند. بسیاری از آنها به عنوان فیلسوفان آلمانی یا فیلسوفان اتریشی طبقه‌بندی می‌شوند، اما برخی از آنها نه آلمانی هستند و نه اتریشی بر اساس قومیت یا ملیت. با این حال، هر یک حداقل یکی از معیارهای زیر را دارند:
1. در هر نشریه دانشنامه/پژوهشی معتبر و قابل اعتمادی به عنوان یک فیلسوف شناخته شده‌است (مثلاً مک میلان، استنفورد، راتلج، آکسفورد، متزلر. )
2. چندین مقاله چاپ شده در مجلات معتبر و معتبر فلسفه و/یا کتاب‌های نوشته شده‌ای که در این گونه مجلات بررسی شده‌اند نوشته است.

آثار مرجعی مانند موارد زیر به شرح زندگی و خلاصه آثار فیلسوفان برجسته می‌پردازد:
- (کمبریج) دیکشنری فلسفه کمبریج، (ویرایش دوم). انتشارات دانشگاه کمبریج؛ ۱۹۹۹.شابک ‎۰-۵۲۱-۶۳۷۲۲-۸
- (مک میلان) دایره المعارف فلسفه مک میلان، چاپ اول (پل ادواردز، سردبیر ارشد)، ۱۹۷۳.
  - (Macmillan2) ویرایش دوم (دونالد ام. بورچرت، سردبیر)، ۲۰۰۶،شابک ‎۰-۰۲-۸۶۵۷۸۰-۲
- (Metzler) Metzler Philosophen Lexikon: von den Vorsokratikern bis zu den Neuen Philosophen، ویرایش سوم، Bernd Lutz (اشتوتگارت: Metzler، ۲۰۰۳).شابک ‎۳−۴۷۶−۰۱۹۵۳−۵شابک 3-476-01953-5
- (آکسفورد ۱۹۹۵) همراه فلسفه آکسفورد . انتشارات دانشگاه آکسفورد، ۱۹۹۵،شابک ‎۰-۱۹-۸۶۶۱۳۲-۰.
  - (آکسفورد ۲۰۰۵) ۲۰۰۵،شابک ‎۰-۱۹-۹۲۶۴۷۹-۱
- (راتلج ۱۹۹۸) دایرةالمعارف فلسفه راتلج. روتلج، ۱۹۹۸،شابک ‎۰-۴۱۵-۱۶۹۱۷-۸.
  - (Routledge 2000) Concise Routledge Encyclopedia of Philosophy. روتلج، ۲۰۰۰،شابک ‎۰-۴۱۵-۲۲۳۶۴-۴
- (استنفورد) دایرةالمعارف فلسفه آنلاین استنفورد.
  - (ساسن) بریژیت ساسن. " فلسفه آلمانی قرن هجدهم قبل از کانت " در دایرةالمعارف فلسفه استنفورد

## آ
توماس ابت (۱۷۳۸–۱۷۶۶) (مک میلان)
تئودور آدورنو (۱۹۰۳–۱۹۶۹) (کمبریج؛ مک میلان۲؛ آکسفورد ۱۹۹۵؛ روتلج ۲۰۰۰)
Magdalena Aebi (1898-1980)
گونتر آندرس (1902–1992)
کارل اتو آپل (1922–2017) (Macmillan2)
هانا آرنت (1906-1975) (Macmillan2)
ریچارد آوناریوس (۱۸۴۳–۱۸۹۶) (کمبریج؛ مک میلان۲؛ آکسفورد ۱۹۹۵؛ روتلج ۲۰۰۰)

## ب
فرانتس زاور فون بادر (۱۷۶۵–۱۸۴۱) (مک میلان۲)
یوهان یاکوب باکوفن (1815-1887) (Macmillan2)
یوهان برنهارد بیسدو (۱۷۲۳–۱۷۹۰) (مک میلان۲)
برونو بائر (۱۸۰۹–۱۸۸۲) (آکسفورد ۱۹۹۵)
یاکوب زیگیزموند بک (۱۷۶۱–۱۸۴۰) (مک میلان۲)
فردریش ادوارد بنکه (۱۷۹۸–۱۸۵۴) (کمبریج؛ مک میلان۲)
والتر بنجامین (1892-1940) (Macmillan2؛ آکسفورد ۱۹۹۵؛ Routledge 2000)
ارنست بلوخ (۱۸۸۵–۱۹۷۷) (کمبریج؛ مک میلان۲؛ روتلج ۲۰۰۰)
هانس بلومنبرگ (۱۹۲۰–۱۹۹۶) (متزلر)
لودویگ بولتزمن (۱۸۴۴–۱۹۰۶) (آکسفورد ۱۹۹۵)
برنهارد بولزانو (۱۷۸۱–۱۸۴۸) (کمبریج؛ مک میلان۲؛ آکسفورد ۱۹۹۵؛ روتلج ۲۰۰۰)
فرانتس برنتانو (۱۸۳۸–۱۹۰۷) (کمبریج؛ مک میلان۲؛ آکسفورد ۱۹۹۵؛ روتلج ۲۰۰۰)
مارتین بوبر (۱۸۷۸–۱۹۶۵) (کمبریج؛ آکسفورد ۱۹۹۵؛ روتلج ۲۰۰۰؛ استنفورد)
لودویگ بوشنر (1824-1899) (Macmillan; Routledge ۲۰۰۰)

## سی
رودولف کارنپ (۱۸۹۱–۱۹۷۰) (کمبریج؛ مک میلان۲؛ آکسفورد ۱۹۹۵؛ روتلج ۲۰۰۰)
ارنست کاسیرر (۱۸۷۴–۱۹۴۵) (کمبریج؛ مک میلان۲؛ آکسفورد ۱۹۹۵)
هرمان کوهن (۱۸۴۲–۱۹۱۸) (کمبریج؛ مک میلان۲؛ آکسفورد ۱۹۹۵)
کریستین آگوست کروزیوس (۱۷۱۵–۱۷۷۵) (کمبریج؛ مک میلان۲؛ روتلج ۲۰۰۰)
هاینریش چولبه (۱۸۱۹–۱۸۷۳) (کمبریج)

## دی
ماکس دسوآر (۱۸۶۷–۱۹۴۷) (مک میلان)
ویلهلم دیلتای (۱۸۳۳–۱۹۱۱) (کمبریج؛ مک میلان۲؛ آکسفورد ۱۹۹۵)
یوگن دورینگ (۱۸۳۳–۱۹۲۱) (راتلج ۲۰۰۰)

## E
یوهان آگوستوس ابرهارد (1739-1809) (Macmillan2; Routledge ۲۰۰۰)
آلبرت اینشتین (۱۸۷۹–۱۹۵۵) (مک میلان)
فردریش انگلس (۱۸۲۰–۱۸۹۵) (آکسفورد ۱۹۹۵)

## اف
گوستاو فچنر (۱۸۰۱–۱۸۸۷) (کمبریج)
لودویگ آندریاس فویرباخ (۱۸۰۴–۱۸۷۲) (کمبریج؛ مک میلان۲؛ آکسفورد ۱۹۹۵)
یوهان گوتلیب فیشته (۱۷۶۲–۱۸۱۴) (کمبریج؛ مک میلان۲؛ آکسفورد ۱۹۹۵)
گوتلوب فرگه (۱۸۴۸–۱۹۲۵) (کمبریج؛ مک میلان۲؛ آکسفورد ۱۹۹۵؛ روتلج ۲۰۰۰)
یاکوب فردریش فرایز (1773-1843) (Macmillan2; Routledge ۲۰۰۰)

## جی
هانس جورج گادامر (۱۹۰۰–۲۰۰۲) (کمبریج؛ مک میلان۲؛ آکسفورد ۱۹۹۵؛ روتلج ۲۰۰۰)
آرنولد گهلن (۱۹۰۴–۱۹۷۶) (متزلر)
کورت گودل (۱۹۰۶–۱۹۷۸) (آکسفورد ۱۹۹۵)
یوهان ولفگانگ فون گوته (1749–1832)
یوهان کریستوف گوتشد (۱۷۰۰–۱۷۶۶) (مک میلان۲؛ ساسن)

## اچ
یورگن هابرماس (متولد ۱۹۲۹) (کمبریج؛ مک میلان۲؛ روتلج ۲۰۰۰)
ارنست هکل (۱۸۳۴–۱۹۱۹) (مک میلان۲)
یوهان گئورگ‌هامان (۱۷۳۰–۱۷۸۸) (کمبریج)
کارل رابرت ادوارد فون هارتمن (۱۸۴۲–۱۹۰۶) (کمبریج؛ مک میلان؛ آکسفورد ۱۹۹۵)
نیکولای هارتمن (۱۸۸۲–۱۹۵۰) (کمبریج؛ مک میلان۲؛ آکسفورد ۱۹۹۵)
گئورگ ویلهلم فردریش هگل (1770-1831) (Macmillan2؛ آکسفورد ۱۹۹۵)
مارتین هایدگر (۱۸۸۹–۱۹۷۶) (کمبریج؛ مک میلان؛ آکسفورد ۱۹۹۵)
کارل گوستاو همپل (۱۹۰۵–۱۹۹۷) (کمبریج؛ مک میلان۲)
یوهان فردریش هربارت (۱۷۷۶–۱۸۴۱) (کمبریج؛ مک میلان۲؛ روتلج ۲۰۰۰)
یوهان گوتفرید فون هردر (۱۷۴۴–۱۸۰۳) (کمبریج؛ مک میلان۲؛ آکسفورد ۱۹۹۵)
هاینریش رودولف هرتز (1857–1894) (Macmillan2)
موسی هس (۱۸۱۲–۱۸۷۵) (راتلج ۲۰۰۰)
دیوید هیلبرت (۱۸۶۲–۱۹۴۳) (کمبریج)
ریچارد هونیگزوالد (مک میلان ۲)
هانس هاینز هولز (۱۹۲۷–۲۰۱۱) (متزلر)
ماکس هورکهایمر (۱۸۹۵–۱۹۷۳) (کمبریج؛ مک میلان۲)
ویلهلم فون هومبولت (۱۷۶۷–۱۸۳۵) (آکسفورد ۱۹۹۵)
ادموند هوسرل (۱۸۵۹–۱۹۳۸) (کمبریج؛ مک میلان۲؛ آکسفورد ۱۹۹۵؛ روتلج ۱۹۹۸؛ روتلج ۲۰۰۰)

## آی
رومن اینگاردن (۱۸۹۳–۱۹۷۰) (راتلج ۱۹۹۸)

## جِی
فردریش هاینریش ژاکوبی (1743-1819) (Macmillan2؛ آکسفورد ۱۹۹۵)
کارل یاسپرس (۱۸۸۳–۱۹۶۹) (کمبریج؛ مک میلان۲؛ آکسفورد ۱۹۹۵)
هانس جوناس (1903–1993)

## کاف
امانوئل کانت (۱۷۲۴–۱۸۰۴) (کمبریج؛ مک میلان۲؛ آکسفورد ۱۹۹۵؛ روتلج ۲۰۰۰)
هرمان فون کیسرلینگ (1880-1946) (Macmillan2)
لودویگ کلاگز (۱۸۷۲–۱۹۵۶) (مک میلان۲)
هاینریش فون کلایست (۱۷۷۱–۱۸۱۱) (کمبریج)
مارتین کناتزن (1713-1751) (Macmillan2)
کارل سی اف کراوز (۱۷۸۱–۱۸۳۲) (کمبریج؛ مک میلان۲)
فلیکس کروگر (1874–1948) (Macmillan2)
اسوالد کوئلپه (1862–1915) (Macmillan2)

## لام
ارنست لاس (1837-1885) (Macmillan2)
یوهان هاینریش لمبرت (۱۷۲۸–۱۷۷۷) (کمبریج؛ مک میلان۲؛ روتلج ۲۰۰۰)
فردریش آلبرت لانگ (۱۸۲۸–۱۸۷۵) (کمبریج؛ مک میلان۲؛ روتلج ۲۰۰۰)
گوتفرید ویلهلم فون لایب نیتس (۱۶۴۶–۱۷۱۶)
گوتولد افرایم لسینگ (۱۷۲۹–۱۷۸۱) (کمبریج؛ آکسفورد ۱۹۹۵)
دیتر لیزگانگ (۱۹۴۲–۱۹۷۳)
اتو لیبمن (1840-1912) (Macmillan2)
هانس لیپس (۱۸۸۹–۱۹۴۱)
پل لورنزن (۱۹۱۵–۱۹۹۴) (راتلج ۲۰۰۰)
هرمان لوتزه (۱۸۱۷–۱۸۸۱) (کمبریج؛ مک میلان۲؛ آکسفورد ۱۹۹۵)
کارل لویت (۱۸۹۷–۱۹۷۳) (متزلر)
گئورگ لوکاچ (۱۸۸۵–۱۹۷۱) (کمبریج؛ مک میلان۲؛ آکسفورد ۱۹۹۵)

## میم
ارنست ماخ (۱۸۳۸–۱۹۱۶) (کمبریج؛ مک میلان۲؛ روتلج ۲۰۰۰)
سالومون میمون (۱۷۵۴–۱۸۰۰) (کمبریج؛ مک میلان۲)
فیلیپ مینلندر (۱۸۴۱–۱۸۷۶)
هربرت مارکوزه (۱۸۹۸–۱۹۷۹) (کمبریج؛ متزلر)
گیوی مارگولاشویلی (۱۹۲۷–۲۰۲۰)
کارل مارکس (۱۸۱۸–۱۸۸۳) (کمبریج، استانفورد)
فریتز مدیکوس (۱۸۷۶–۱۹۵۶)
گئورگ فردریش مایر (1718-1777) (Macmillan2)
فردریش ماینکه (۱۸۶۲–۱۹۵۴) (مک میلان۲)
الکسیوس ماینونگ (۱۸۵۳–۱۹۲۰) (کمبریج؛ آکسفورد ۱۹۹۵؛ روتلج ۲۰۰۰)
موزس مندلسون (۱۷۲۹–۱۷۸۶) (کمبریج؛ مک میلان؛ مک میلان۲؛ آکسفورد ۱۹۹۵)
لودویگ فون میزس (۱۸۸۱–۱۹۷۳)
جیکوب مولشوت (۱۸۲۲–۱۸۹۳) (مک میلان۲)

## نون
Arne Nass (1912–2009) (آکسفورد ۱۹۹۵)
پل ناتورپ (۱۸۵۴–۱۹۲۴) (مک میلان)
لئونارد نلسون (۱۸۸۲–۱۹۲۷) (مک میلان؛ مک میلان۲)
فردریش نیچه (۱۸۴۴–۱۹۰۰) (کمبریج؛ مک میلان؛ مک میلان۲؛ آکسفورد ۱۹۹۵)
نوالیس (۱۷۷۲–۱۸۰۱) (کمبریج)

## پ
هلموت پلسنر (۱۸۹۲–۱۹۸۵) (مک میلان)
کارل پوپر (۱۹۰۲–۱۹۹۴) (کمبریج؛ مک میلان؛ آکسفورد ۱۹۹۵)
فردریش پاولسن (۱۶ ژوئیه ۱۸۴۶–۱۴ اوت ۱۹۰۸)

## ر
گوستاو رادبروخ (۱۸۷۸–۱۹۴۹) (راتلج ۲۰۰۰)
پل ری (۱۸۴۹–۱۹۰۱) (آکسفورد ۱۹۹۵)
هانس رایچنباخ (۱۸۹۱–۱۹۵۳) (کمبریج؛ مک میلان؛ روتلج ۲۰۰۰)
هرمان ساموئل ریماروس (۱۶۹۴–۱۷۶۸) (کمبریج؛ مک میلان)
آدولف رایناخ (۱۸۸۳–۱۹۱۷) (راتلج ۲۰۰۰)
کارل لئونهارد راینهولد (۱۷۵۸–۱۸۲۳) (کمبریج؛ مک میلان)
آلویس ریهل (۱۸۴۴–۱۹۲۴) (مک میلان)
کارل روزنکرانز (۱۸۰۵–۱۸۷۹) (مک میلان)
فرانتس روزنزوایگ (۱۸۸۶–۱۹۲۹) (کمبریج؛ متزلر؛ آکسفورد ۱۹۹۵)

## سین و شین
ماکس شلر (۱۸۷۴–۱۹۲۸) (کمبریج؛ مک میلان؛ آکسفورد ۱۹۹۵؛ روتلج ۲۰۰۰)
فردریش ویلهلم جوزف فون شلینگ (۱۷۷۵–۱۸۵۴) (کمبریج؛ مک میلان؛ آکسفورد ۱۹۹۵)
فردریش شیلر (۱۷۵۹–۱۸۰۵) (کمبریج؛ مک میلان؛ آکسفورد ۱۹۹۵)
فردریش فون شلگل (۱۷۷۲–۱۸۲۹) (کمبریج؛ مک میلان)
فردریش شلایرماخر (۱۷۶۸–۱۸۳۴) (کمبریج)
موریتز شلیک (۱۸۸۲–۱۹۳۶) (مک میلان؛ آکسفورد ۱۹۹۵)
آرتور شوپنهاور (۱۷۸۸–۱۸۶۰) (کمبریج؛ مک میلان؛ آکسفورد ۱۹۹۵؛ روتلج ۲۰۰۰)
رودولف شوتلندر (۱۹۰۰–۱۹۸۸)
بورگارت اشمیت (متولد ۱۹۴۲)
گوتلوب ارنست شولزه (۱۷۶۱–۱۸۳۳) (کمبریج)
آلفرد شوتز (۱۸۹۹–۱۹۵۹) (راتلج ۲۰۰۰)
کریستف فون سیگوارت (۱۸۳۰–۱۸۹۴) (مک میلان)
گئورگ زیمل (۱۸۵۸–۱۹۱۸) (کمبریج؛ روتلج ۲۰۰۰)
پیتر اسلوتردایک (متولد 1947)
کارل ویلهلم فردیناند سولگر (۱۷۸۰–۱۸۱۹) (مک میلان)
رابرت اسپیمان (۱۹۲۷–۲۰۱۸)
اسوالد اسپنگلر (۱۸۸۰–۱۹۳۶)
افریکان اسپیر (۱۸۳۷–۱۸۹۰) (کمبریج)
رودولف اشتاینر (۱۸۶۱–۱۹۲۵) (مک میلان)
برتراند استرن (متولد ۱۹۴۸)
ماکس استیرنر (نام ستون برای یوهان کاسپار اشمیت) (۱۸۰۶–۱۸۵۶) (کمبریج؛ مک میلان؛ آکسفورد ۱۹۹۵)
لئو اشتراوس (۱۸۹۹–۱۹۷۳) (راتلج ۲۰۰۰)
کارل استامپ (۱۸۴۸–۱۹۳۶) (مک میلان)

## ت
گوستاو تیکولر (۱۸۳۲–۱۸۸۸) (کمبریج)
یوهانس نیکولاس تتنز (۱۷۳۶–۱۸۰۷) (کمبریج؛ مک میلان؛ روتلج ۲۰۰۰)
کریستین توماسیوس (۱۶۵۵–۱۷۲۸) (مک میلان؛ ساسن)
ارنست ترولچ (۱۸۶۵–۱۹۲۳) (کمبریج؛ روتلج ۲۰۰۰)
ارنست توگندهات (متولد ۱۹۳۰) فیلسوف تحلیلی برجسته، کتاب‌هایی دربارهٔ ارسطو، هایدگر، اخلاق

## واو
هانس وایهینگر (۱۸۵۲–۱۹۳۳) (کمبریج؛ مک میلان؛ آکسفورد ۱۹۹۵؛ روتلج ۲۰۰۰)
فردریش تئودور ویشر (۱۸۰۷–۱۸۸۷) (مک میلان)

## و
ریچارد واله (۱۸۵۷–۱۹۳۵) (مک میلان)
ماکس وبر (مک میلان)
اتو واینینگر
کریستین هرمان وایس (۱۸۰۱–۱۸۶۶)
هرمان ویل (۱۸۸۵–۱۹۵۵) (مک میلان)
ویلهلم ویندلبند (۱۸۴۸–۱۹۱۵) (کمبریج؛ مک میلان)
لودویگ ویتگنشتاین (۱۸۸۹–۱۹۵۱) (کمبریج؛ مک میلان؛ آکسفورد ۱۹۹۵)
کریستین ولف (۱۶۷۹–۱۷۵۴) (کمبریج؛ مک میلان؛ آکسفورد ۱۹۹۵؛ روتلج ۲۰۰۰؛ ساسن)
ویلهلم وونت (۱۸۳۲–۱۹۲۰) (کمبریج؛ مک میلان؛ روتلج ۲۰۰۰)

## ز
ادوارد زلر (۱۸۱۴–۱۹۰۸) (مک میلان)